# 元戊
元戊，或误作宜都王元式（?—?），河南洛阳人，西魏文帝元宝炬之子，废帝元钦的弟弟，母乙弗皇后。
元宝炬封他为武都王。大统四年（538年），母乙弗皇后被废除，柔然公主郁久闾氏被册为皇后，不满乙弗氏还住在都城长安。西魏文帝只好遣武都王元戊为秦州刺史，与母亲乙弗氏一同赴镇。大统六年（540年）春天柔然再次犯边，迫使文帝赐乙弗皇后自尽。乙弗皇后召元戊话别。
乙弗皇后虽被废杀，但元钦仍为太子并继位，后被权臣宇文泰所废。宇文泰立元钦和元戊的庶弟元廓为帝，后又杀元钦。王书钦《北周僭代西魏之史境再审视——从新见〈拓跋初墓志〉等墓志和史籍说起》指宇文泰既然杀了元戊的母亲和胞兄，便不选择元戊继位，元戊之后的命运也堪忧。